# Wallersee
Wallersee är en sjö i Österrike.   Den ligger i förbundslandet Salzburg, i den centrala delen av landet, 240 km väster om huvudstaden Wien. Wallersee ligger 503 meter över havet.
I omgivningarna runt Wallersee växer i huvudsak blandskog. Runt Wallersee är det ganska tätbefolkat, med 139 invånare per kvadratkilometer.